# Cao Ly sử
Cao Ly sử (tiếng Hàn: 고려사; Hanja: 高麗史; Romaja: Goryeo-sa) là bộ sách lịch sử về nước Cao Ly, giai đoạn họ Vương nắm quyền. Bộ sử được biên soạn sau khi nước Cao Ly sụp đổ gần 100 năm, dưới triều vua Thế Tông nhà Triều Tiên. Bắt đầu từ năm 1392 tới năm 1451 thì bộ sử hoàn thành.
Bộ sách viết bằng chữ Hán, gồm 139 quyển, gồm: 46 thế gia, 39 chí, 50 liệt truyện và 2 biểu.
Các học giả đứng đầu biên soạn là Trịnh Lân Chỉ (鄭麟趾, 정인지) và Kim Tông Thụy (金宗瑞, 김종서).

## Nội dung

### Tự
- Tiến Cao Ly sử tiên
- Cao Ly thế hệ
- Toản tu Cao Ly sử phàm lệ
- Tu sử quan

### Thế gia: quyển 1 - quyển 46
| Quyển 1  | Thái Tổ nhất                                            | 918 - 930   |
| Quyển 2  | Thái Tổ nhị・Huệ Tông・Định Tông・Quang Tông・Cảnh Tông | 931 - 981   |
| Quyển 3  | Thành Tông・Mục Tông                                    | 981 - 1009  |
| Quyển 4  | Hiển Tông nhất                                          | 1009 - 1022 |
| Quyển 5  | Hiển Tông nhị・Đức Tông                                 | 1023 - 1034 |
| Quyển 6  | Tĩnh Tông                                               | 1034 - 1046 |
| Quyển 7  | Văn Tông nhất                                           | 1046 - 1056 |
| Quyển 8  | Văn Tông nhị                                            | 1057 - 1071 |
| Quyển 9  | Văn Tông tam・Thuận Tông                                | 1072 - 1083 |
| Quyển 10 | Tuyên Tông・Hiến Tông                                   | 1083 - 1095 |
| Quyển 11 | Túc Tông nhất                                           | 1095 - 1101 |
| Quyển 12 | Túc Tông nhị・Duệ Tông nhất                             | 1102 - 1108 |
| Quyển 13 | Duệ Tông nhị                                            | 1109 - 1114 |
| Quyển 14 | Duệ Tông tam                                            | 1115 - 1122 |
| Quyển 15 | Nhân Tông nhất                                          | 1122 - 1128 |
| Quyển 16 | Nhân Tông nhị                                           | 1129 - 1138 |
| Quyển 17 | Nhân Tông tam・Nghị Tông nhất                           | 1139 - 1152 |
| Quyển 18 | Nghị Tông nhị                                           | 1153 - 1168 |
| Quyển 19 | Nghị Tông tam・Minh Tông nhất                           | 1169 - 1178 |
| Quyển 20 | Minh Tông nhị                                           | 1179 - 1197 |
| Quyển 21 | Thần Tông・Hi Tông・Khang Tông                          | 1197 - 1213 |
| Quyển 22 | Cao Tông nhất                                           | 1213 - 1230 |
| Quyển 23 | Cao Tông nhị                                            | 1231 - 1250 |
| Quyển 24 | Cao Tông tam                                            | 1251 - 1259 |
| Quyển 25 | Nguyên Tông nhất                                        | 1259 - 1263 |
| Quyển 26 | Nguyên Tông nhị                                         | 1264 - 1270 |
| Quyển 27 | Nguyên Tông tam                                         | 1271 - 1274 |
| Quyển 28 | Trung Liệt Vương nhất                                   | 1274 - 1278 |
| Quyển 29 | Trung Liệt Vương nhị                                    | 1279 - 1284 |
| Quyển 30 | Trung Liệt Vương tam                                    | 1285 - 1293 |

## Sách liên quan
- Cao Ly sử tiết yếu
- Cao Ly vương: thế hệ đồ
- Cao Ly vương hậu: vương phi liệt biểu
- Cao Ly niên biểu
- Cao Ly vương triêu cập chu biên quốc gia đích niên biểu
- Lịch sử thư liệt biểu